# David Ames
David Albert Ames (* 10. August 1983) ist ein britischer Schauspieler.

## Leben und Karriere
Ames wurde am 10. August 1983 geboren. Er studierte darstellende Kunst mit dem Schwerpunkt Schauspiel und sammelte erste Bühnenerfahrung an Hochschultheatern. 2013 wurde er in die Serie Holby City gecastet. Seine Rolle als der offen schwule Krankenpfleger Dominic Copeland war die bisher entscheidende Rolle in seiner Laufbahn. Ames blieb bis 2022 bei Holby City, dann kehrte er zum Theater zurück.
2023 übernahm Ames in der BBC-Serie Doctors eine Gastrolle. Von 2023 bis 2024 war er in der Fernsehserie Hollyoaks zu sehen.

## Privates
Ames ist offen schwul und wuchs in Hampshire auf.

## Filmografie
- 2008: He Kills Coppers (Fernsehserie)
- 2009: Doctor Who (Fernsehserie)
- 2011: Doctor Who: The Adventure Games (Fernsehserie)
- 2012: The Telemachy
- 2013–2022: Holby City (Fernsehserie)
- 2023: The Madame Blanc Mysteries (Fernsehserie)
- 2023: Doctors (Seifenoper)
- 2023–2024: Hollyoaks (Seifenoper)